# Honigkuchenpferd

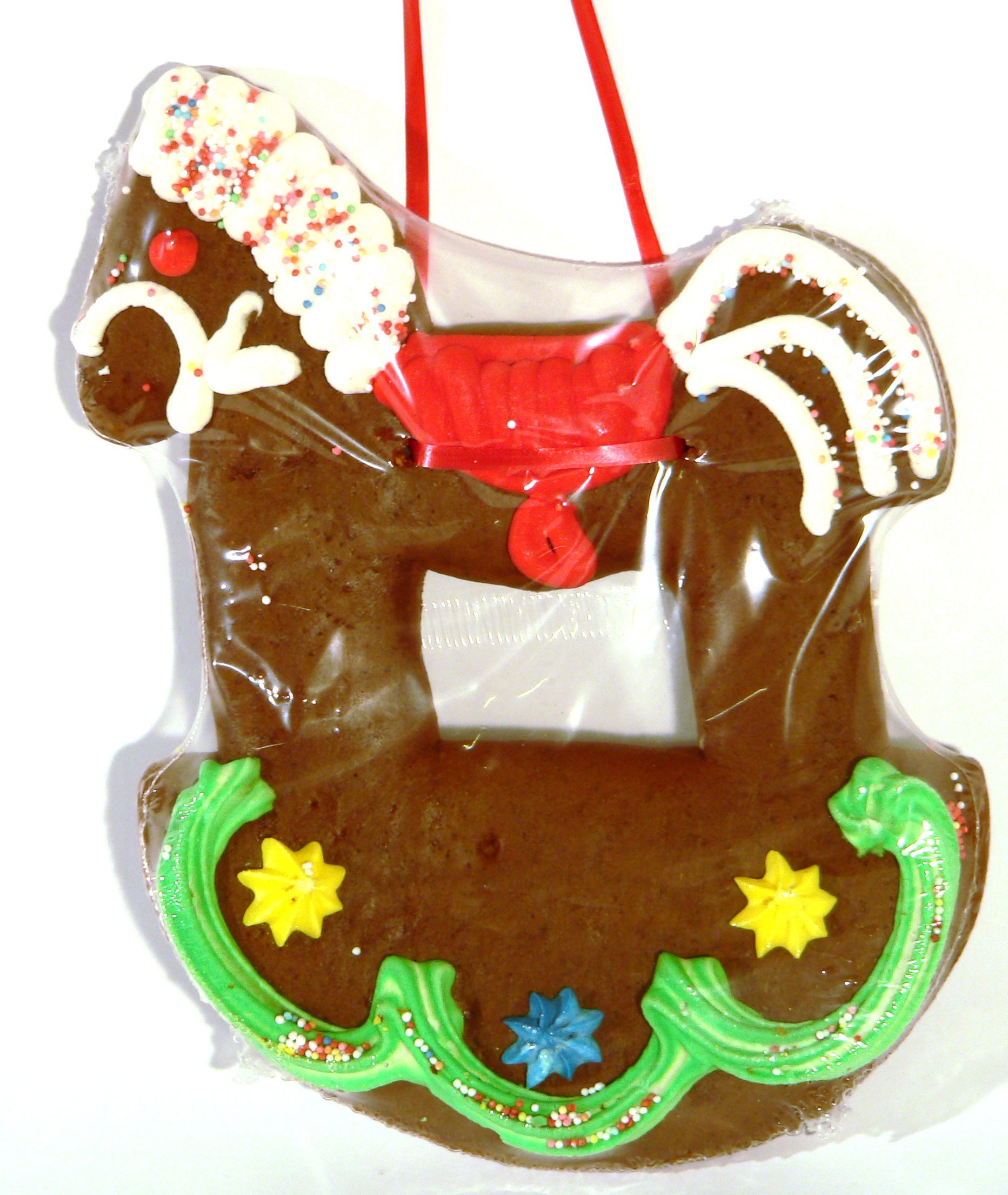
Modernes Honigkuchenpferd

Ein Honigkuchenpferd ist ein Gebäck aus Honigkuchen in der Form eines Pferdes. Honigkuchenpferde wurden früher auf Jahrmärkten verkauft. Heute werden sie wie anderes Lebkuchengebäck vornehmlich in der Weihnachtszeit angeboten, zum Beispiel auf dem Nürnberger Christkindlesmarkt.
Die Bezeichnung kommt heute hauptsächlich in zwei umgangssprachlichen Redewendungen vor: „grinsen wie ein Honigkuchenpferd“ und „strahlen wie ein Honigkuchenpferd“. Gemeint ist jemand, der anhaltend grinst beziehungsweise vor Glück strahlt. 

## Redewendungen

### Varianten und Bedeutungen
Laut dem Wörterbuch der deutschen Umgangssprache von Heinz Küpper ist die Redewendung „strahlen wie ein Honigkuchenpferd“ (über das ganze Gesicht strahlen, glücklich lächeln) seit dem 19. Jahrhundert in Gebrauch, die Redewendung „grinsen wie ein Honigkuchenpferd“ (anhaltend grinsen, starr grinsen) seit den 1830er Jahren. Belegt sei auch der Reim „grinsen wie ein Honigkuchengäulchen mit Rosinenaugen und ’nem Schokoladenmäulchen“.
Ab 1900 sei die Redewendung „ein Gesicht haben wie ein Honigkuchenpferd“ (ein ziemlich ausdrucksloses Gesicht haben) aufgekommen; entsprechend wurde ein einfältiger, energieloser Mensch als „Honigkuchenpferd“ bezeichnet. Seit den 1940er Jahren sei ferner die Redewendung „ein Gemüt haben wie ein Honigkuchenpferd“ belegt, angeblich eine Umschreibung für „wunderlich sein“.
Das Lexikon der sprichwörtlichen Redensarten von Lutz Röhrich stellt die Redewendung „grinsen/strahlen wie ein Honigkuchenpferd“ (über das ganze Gesicht strahlen, grinsen) in den Vordergrund. Daneben erwähnt es für „Honigkuchenpferd“ die übertragenen Wortbedeutungen „energieloser Mensch“ sowie „dummer, einfältiger Mensch“.
Duden online beschränkt sich auf den heute vorherrschenden Sprachgebrauch und gibt für „lachen/grinsen/strahlen wie ein Honigkuchenpferd“ dieselbe Bedeutung an: „sich sehr freuen und über das ganze Gesicht lachen“. Entsprechend ist auch die Variante „sich freuen wie ein Honigkuchenpferd“ gebräuchlich.

### Herkunft
Das Wörterbuch der deutschen Umgangssprache erklärt die Herkunft der Redewendung mit „grinsen“ damit, dass bei der Verzierung des Honigkuchenpferds das Maul mit Zuckerguss als kleiner Bogen dargestellt wurde, so dass ein grinsender Ausdruck entstand. Im Gegensatz dazu führt Duden die Redewendungen auf die glänzende („strahlende“) Oberfläche des Gebäcks zurück.